# Били Шеван
Били Шеван (фр. Billy-Chevannes) насеље је и општина у источном делу централне Француске у региону Бургоња, у департману Нијевр која припада префектури Невер.
По подацима из 2011. године у општини је живело 355 становника, а густина насељености је износила 14,94 становника/km². Општина се простире на површини од 23,76 km². Налази се на средњој надморској висини од 300 метара (максималној 428 m, а минималној 234 m).

## Демографија
| 1962. | 1968. | 1975. | 1982. | 1990. | 1999. | 2011. |
| ----- | ----- | ----- | ----- | ----- | ----- | ----- |
| 336   | 369   | 361   | 288   | 271   | 276   | 355   |

График промене броја становника у току последњих година